# Hydrophis viperinus
Hydrophis viperinus är en ormart som beskrevs av Schmidt 1852. Hydrophis viperinus ingår i släktet Hydrophis och familjen giftsnokar och underfamiljen havsormar. Inga underarter finns listade i Catalogue of Life.
Denna orm förekommer i havet nära kusterna från Persiska viken över Indien, Sri Lanka, Malackahalvön och Sydostasiens fastland till östra Kina, Taiwan och till södra Sulawesi. Arten dyker till ett djup av 30 meter. Födan utgörs av olika fiskar som arter av familjerna Platycephalidae, smörbultar och ålar. Honor lägger inga ägg utan föder 3 till 4 levande ungar per tillfälle. Hydrophis viperinus blir upp till 97 cm lång. Den har ett giftigt bett.
Några exemplar dödas som bifångst under fiske. Hela populationen antas vara stor. IUCN kategoriserar arten globalt som livskraftig.